# マルタとマリアの家のキリスト (ベラスケス)
『マルタとマリアの家のキリスト』(マルタとマリアのいえのキリスト、西: Cristo en casa de Marta y María、英: Christ in the House of Martha and Mary) は、バロック期のスペインの巨匠ディエゴ・ベラスケスによる初期のボデゴン (スペインの厨房画、静物画) のうちの1つである。1892年、ウィリアム・ヘンリー・グレゴリー卿により遺贈されて以来、ロンドンのナショナル・ギャラリーに所蔵されている。

## 主題
本作は本来、女子修道院の食堂を飾っていたものと思われる。主題は新約聖書のルカによる福音書 (10章38-42) にもとづく。描かれているのはイエス・キリストがマルタとマリアの家を訪れている場面である。画面右側上の開口部にはキリストとその足元にいるマリアの姿が見られる。手前の左側にはキリストをもてなそうと1人で料理をしているマルタがおり、彼女は今、ニンニクをすり鉢で潰しているところである。マルタはキリストに「主よ、わたしの姉妹はわたしだけにもてなしをさせていますが、何ともお思いになりませんか。手伝ってくれるようにおっしゃってください」というが、キリストは「マルタ、マルタ、あなたは多くのことに思い悩み、心を乱している。しかし、必要なことはただひとつだけである。マリアは良い方を選んだ」と答える。
前景と、それより簡略に描かれている後景の間のつながりはよくわからない。しかし、ベラスケスが前景のマルタの領域の日常生活の方により多くの配慮をしていることがうかがえる。近年では、アビラのテレサの思想にもとづき、観想を行う以前に活動 (善行) の重要性を強調している、という見方もある。

## 作品

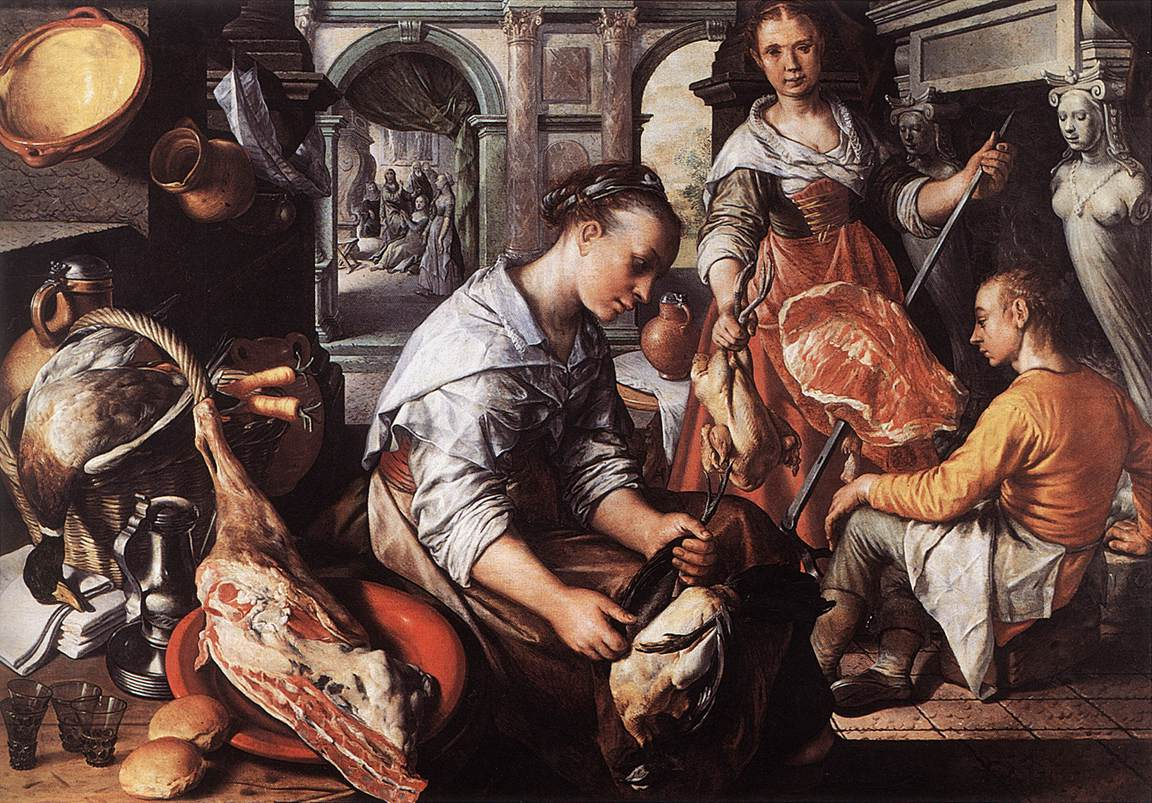
『マルタとマリアの家のキリスト』、
ヨアヒム・ブーケラール (1565年)

本作はボデゴンと呼ばれる絵画であるが、ボデゴンとは元来、スペイン語で「地下貯蔵庫」や「居酒屋」を意味する「ボデガ」(bodega) という語に由来し、人物と静物を台所や食堂の中に写実主義的に描いた風俗画的作品を意味する。17世紀のスペインでは下層階級の生活への嗜好が物乞いや悪漢の登場するピカレスク小説によって形成されたが、それを反映した新しい絵画であったボデゴンに対しては賛否両論があり、その創始者の１人であったベラスケスは批判にもさらされた。宮廷画家であったビセンテ・カルドゥーチョは、自身の著作『絵画問答』において、ボデゴンの卑俗な同時代性と理想化を拒む現実主義は「低俗で破廉恥極まりない」、「高潔な芸術を卑しい概念にまで堕落させた」とまで述べている。いずれにしても、ベラスケスは画家として独立した初期のセビーリャ時代にボデゴンを描き、そうしたボデゴンは9点が現存している。
ベラスケスの最初期のボデゴンはピカレスク小説と主題を共有しているが、より完成度の高い本作のような作品には荘重さが導入されている。本作と同様、働く女性が描かれている聖書主題の作品の先例として16世紀のフランドル絵画のピーテル・アールツェン、ヨアヒム・ブーケラールなどの作品が挙げられる。ベラスケスの作品はそうした絵画 (あるいは、そうした絵画を元にした版画) に触発されているものの、非常に生々しい現実感のある作品となっている。フランドル絵画に見られる、ありえないくらいの溢れるばかりの食物は本作ではごく少数に減らされ、魚と、魚料理用のマヨネーズを作るための卵、ニンニク、トウガラシ、壺に入ったオリーブオイルが右側のテーブルに置かれているだけである。こうしたスペインの現実の日常的食物は日常的な皿、フライパンとともに描かれている。
日常の食物と台所の品は、形体や質感を扱うベラスケスの比類ない技術によって、崇高な物へと高められている。土器の壺にかけられた釉薬のこってりとした艶、ピューターのスプーンの丸く突出した面に見える光の反射、紙のように薄いニンニクの皮、乾いて皺が寄ったトウガラシ、鱗のぬるりとした魚、微かな光を反射し、つるつるとした質感のある卵の殻。こうした注意深い描写は見事としかいいようがない。